# Anisia cineraria
Anisia cineraria är en tvåvingeart som beskrevs av Wulp 1890. Anisia cineraria ingår i släktet Anisia och familjen parasitflugor. Inga underarter finns listade i Catalogue of Life.